# Invisibilidad

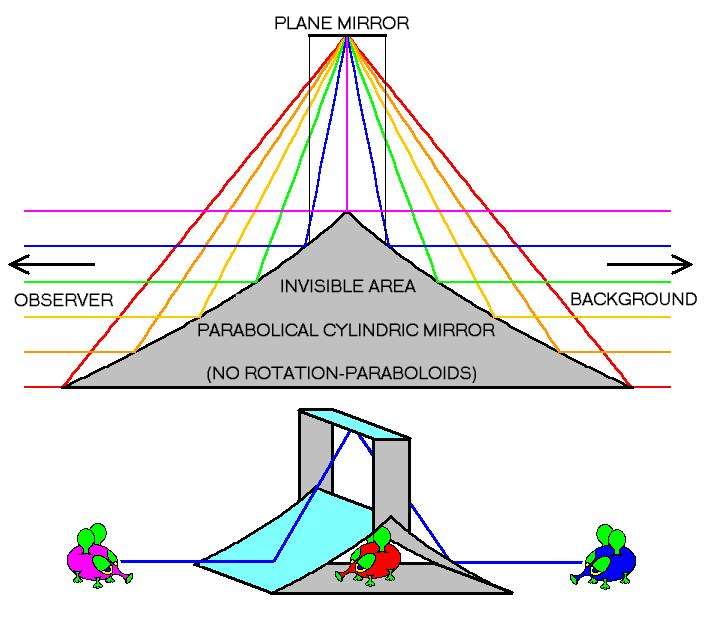
Un ejemplo de cómo un objeto puede parecer invisible a partir de la utilización de espejos.

La invisibilidad es la capacidad de un cuerpo físico de no ser visto en condiciones de luz normales para un supuesto observador. Desde la percepción de los seres humanos, esta capacidad 
únicamente se presenta de manera natural en algunos gases y en seres u objetos que, por su tamaño, el ojo no es capaz de captar sin ayuda de lentes u otra tecnología diseñada para tal menester. El afán por conseguir la invisibilidad de manera artificial ha suscitado numerosos estudios y también ha sido un tema recurrente en la literatura y el cine.
A principios del siglo XXI, los científicos realizaron diversos avances gracias a los cuales se ha conseguido, en condiciones especiales, lograr un efecto de invisibilidad artificialmente, por ejemplo utilizando telas compuestas por estructuras electrónicas nanométricas que alteran el efecto de la luz sobre un cuerpo físico. No obstante, las limitaciones de los mecanismos han impedido que los hallazgos sean aplicados en la práctica.[cita requerida]
La consecución y adopción de la invisibilidad artificial tendría importantes aplicaciones en la industria del espionaje y la guerra. Sin embargo, también podría ser utilizada para la seguridad del ciudadano, para una mejor observación de especies animales en su medio natural y para mejorar la estética y la iluminación de algunos lugares en los que las edificaciones han creado un paisaje poco acogedor para el ser humano.
La invisibilidad ha sido tratada en numerosas ocasiones por escritores y cineastas de ficción, ya sea de forma científica o mágica, muchas veces planteando el peligro que supone que este don caiga en malas manos.

## Definición
Un objeto es clasificado como invisible si no puede ser detectado usando la vista; esto ocurre naturalmente cuando algo no refleja ni absorbe la luz, es decir, si tiene la propiedad (al menos parcial) de la transparencia. Sin embargo, la noción de invisibilidad también depende de otros factores; es por esto que la invisibilidad es un fenómeno psicológico además de físico, y está atado a la percepción visual de un individuo en un escenario particular con condiciones particulares. Así, un objeto también podría considerarse invisible en las siguientes circunstancias:
- Si esta  detrás de otro objeto.
- Si fuera del mismo color o apariencia que el fondo (camuflaje).
- Si se encontrara en un ambiente que fuera demasiado oscuro o demasiado luminoso.
- Si se encontrara en el punto ciego del observador.

## Investigación científica
El matemático chileno Gunther Uhlmann es considerado el padre de la posibilidad matemática y física de la invisibilidad, al hallar en 2003 la ecuación matemática que define a los materiales invisibles, con las cuales científicos de todo el planeta han intentado, posteriormente, desarrollar la invisibilidad.
En 2006 se realizaron los primeros ensayos al respecto. Investigadores de la Universidad de Duke, dirigidos por el profesor David Smith, crearon un metamaterial hecho de ondas electromagnéticas que volvían los objetos solo visibles por medio de detectores específicos. En la Universidad de Berkeley en California, un equipo de científicos liderados por el Profesor Xiang Zhang del Nanoscale Science and Engineerig Center (Centro de Ingeniería y Ciencia de Nanoescala) crearon conjuntamente, un material 3D, que por primera vez, es capaz de desviar la dirección natural de luz visible a través de luz infrarroja.

## La invisibilidad en el arte
El pintor Salvatore Garau, oponiéndose al arte NFT y su impacto ambiental, ha desarrollado el concepto de "pensamiento de las Ausencias". Este enfoque busca restablecer la importancia de los valores de proximidad social, integración y creatividad, hoy en día a menudo saturados por lo digital. Salvatore Garau sostiene que el arte necesita espacios de vacío, privacidad y reflexión para poder renacer auténticamente. En 2021, surgen una serie de obras invisibles de Salvatore Garau, que suscitan interés a nivel mundial y ofrecen profundas reflexiones sobre la historia del arte.
Salvatore Garau ha transformado su propia firma en una obra de arte, poniendo a subasta una hoja A4 firmada por él. Durante una subasta de Art-Rite en Milán en 2021, Davanti a te (2021) de Salvatore Garau, una hoja de papel firmada, se vendió por 27.120 euros, más las comisiones de la subasta.

### Invisibilidad en la ficción
- El hombre invisible
- Mujer Invisible
- El secreto de Wilhelm Storitz